# Pavel Patka
Pavel Patka (* 25. April 1987 in der Tschechoslowakei) ist ein tschechischer Fußballspieler. Er ist Abwehrspieler und spielt zumeist in der Innenverteidigung.

## Karriere
Pavel Patka spielte zu Beginn seiner Karriere beim tschechischen Fußballclub FK Jablonec. Dort kam er in der Saison 2006/07 zu einem Einsatz in der ersten Liga. 2009/10 wurde er für ein halbes Jahr an den Zweitligisten FC Graffin Vlašim ausgeliehen, dort absolvierte er zwei Spiele in der Druhá fotbalová liga. Im Juli 2010 wechselte er zum FK Arsenal Česká Lípa in die drittklassige ČFL, wo er die folgenden drei Jahre verbrachte. 2013 ging er nach Deutschland und wurde vom FSV Budissa Bautzen verpflichtet, mit dem er in der Oberliga Nordost spielte. In der Saison 2013/14 wurde man Meister und stieg in die Regionalliga Nordost auf.